# Dabigatran
Dabigatran (med handelsnavnet Pradaxa) er et peroralt koagulationshæmmende lægemiddel. Stoffet bliver anvendt som lægemiddel i form af prodrugget dabigatranetexilat, der hurtigt omdannes til dabigatran i kroppen. Dabigatran virker ved direkte at hæmme enzymet thrombin, der er involveret i koagulationen af blod. 
Dabigatran er et nyere koagulationshæmmende lægemiddel og blev godkendt i Europa i 2008. Dabigatran er stadig under patent og bliver fremstillet af virksomheden Boehringer Ingelheim.

## Anvendelse
Dabigatran bliver anvendt til forebyggelse af blodpropper hos personer der har fået en hofte- eller knæprotese, 
samt hos personer med atrieflimren.
Den amerikanske Food and Drug Administration rådede i 2012 til at midlet ikke bruges i forbindelse med mekaniske hjerteklapper.